# Regenbogen (Schlagerband)
Regenbogen war eine österreichische Schlagerband aus Graz, die in ihrer Heimat vor allem in der zweiten Hälfte der 1970er und Anfang der 1980er Jahre erfolgreich waren. Mit dem Album Zwischen Sonne und Regen erreichten sie 1981 Platz 1 der Charts.

## Bandgeschichte
Die drei älteren Brüder der musikalischen Reischl-Familie aus Graz hatten 1963 mit einem Freund die White Stars gegründet und waren als Tanzkapelle erfolgreich. Die beiden jüngeren Brüder Werner und Bernd Reischl taten es ihnen 1971 gleich und gründeten mit Schlagzeuger Gottfried „Jonny“ Csontala und Gitarrist Johann „Hans“ „Cäsar“ Tieber die Band Regenbogen. Während die White Stars in weißen Anzügen auftraten, hatten die Mitglieder von Regenbogen bei ihren Auftritten stets bunte Anzüge (rot, gelb, grün und blau) an. Ihren ersten Auftritt hatte die Band am 18. April 1971 in St. Kathrein/Offenegg. Die Anfänge der Band waren im damaligen Tanzlokal Grotte in Graz, danach folgte der Hackl in Lannach und ab Jänner 1972 der Fischerwirt in Gratwein, wo auch die Anfänge der White Stars waren. Im März 1972 wurde Regenbogen zur Hausband von Café-Restaurant und Tanzbar Hörzer in Muttendorf. Dort waren sie in weiterer Folge sieben Jahre lang aktiv und hatten jeden Freitag und Samstag Auftritte vor zumeist ausverkauften Haus.
Nach dem Weggang von Csontala, der im Oktober 1973 die Band verließ und nach Verona, Italien, auswanderte, nachdem er im September 1973 eine Italienerin geheiratet hatte, sprang kurzfristig Wolfgang Steinwidder als Schlagzeuger ein, ehe ab 1974 Walter Kelz fest in die Formation einstieg. Zuerst etablierten sie sich in der Steiermark als Schlager-Tanzband in Lokalen und Gaststätten, bevor sie 1975 mit I bin a Steirer einen Radiohit im nationalen Rundfunk hatten. Weitere Hits wie Twisty Star und Was man wirklich liebt folgten. Das letztgenannte Lied war auch namensgebend für das erste Album der Band, das 1978 erschien und in der österreichischen Hitparade auf Platz 19 kam. Mit rund 22.000 verkauften LP/MC verpasste die Band nur knapp den damaligen Goldstatus.
1979 gründete Bernd Reischl ein eigenes Tonstudio, in dem Regenbogen, die White Stars und andere lokale Musikgruppen aufnahmen. Außerdem wechselte die Band von der deutschen Ariola zum österreichischen Label Atom (Amadeo-Sublabel). Dort erschien 1981 das zweite Album Zwischen Sonne und Regen, mit dem sie es bis an die Spitze der Charts schafften.
Bis in die Mitte der 1980er Jahre veröffentlichten Regenbogen weiter Singles, darunter das vielfach gecoverte Franz, fahr net nach San Francisco im Jahr 1985, das in Zusammenarbeit mit dem Original Zangtaler Quintett entstand. Da das Lied von zahlreichen anderen Gruppierungen gecovert wurde, erreichte es schon bald Gold- und Platinstatus. Gleichzeitig arbeitete Werner Reischl als Religionspädagoge und Theologe mit Gesangsausbildung mit seinem Bruder Michael an einer Albumserie mit religiösen Liedern mit dem Namen Sing mit mir ein Halleluja, die sehr erfolgreich war und ihm eine Goldene Schallplatte brachte. 1985 gab er dem Beruf und der religiösen Tätigkeit den Vorrang und verließ die Band; mit ihm ging auch Schlagzeuger Walter Kelz.
Werner Höflechner übernahm als Sänger, während Gotthelf „Helfi“ Orthacker an die Drums kam, aber die Band fand danach nicht mehr zu den alten Erfolgen zurück. Zeitweise nannten sie sich auch Der kreuzfidele Regenbogen, aber die Singleerfolge blieben aus und ein weiteres Album gab es nicht. Als mit Hans Tieber das dritte Gründungsmitglied 1992 die Band verließ, dauerte es nur noch zwei Jahre bis zum endgültigen Ende der Band. Peter Erregger war bis zum Ende 1994 der Sologitarrist der Gruppe.
Bernd Reischl blieb danach im Musikgeschäft tätig als Songwriter, Tontechniker und Produzent unter anderem auch unter dem Namen Bernd Regenbogen. Er starb am 11. April 2025 im Alter von 72 Jahren an den Folgen einer schweren Erkrankung.

## Mitglieder
Die Kernformation von 1974 bis 1985 waren
- Werner Reischl (* 22. Mai 1951), Sänger (1972 bis 1985)
- Bernd Reischl (* 22. August 1952; † 11. April 2025),[5][6] Bassgitarre (1972 bis 1994)
- Johann „Cäsar“ Tieber, Gitarre (1972 bis 1992)
- Walter Kelz, Schlagzeug (1974 bis 1985)

Weitere Mitglieder
- Gottfried „Jonny“ Csontala (* 6. Jänner 1951; † 21. Juni 2018),[2] Schlagzeug (1972 bis 1973)
- Wolfgang Steinwidder, Schlagzeug (1973 bis 1974)
- Gotthelf „Helfi“ Orthacker, Schlagzeug (1985 bis 1994)
- Werner Höflechner, Sänger (1985 bis 1994)
- Peter Erregger, Gitarre (1992 bis 1994)

## Diskografie
Alben
- Was man wirklich liebt (Ariola, 1978)
- Zwischen Sonne und Regen (Atom, 1981)

Lieder
- I bin a Steirer (1975)
- Twisty Star (1976)
- Was man wirklich liebt (1976)
- Gemma bodn (1976)
- Liebe ohne Liebe (1977)
- Mädchen für’s Leben (1978)
- Hello, Hello (1979)
- Wärst du doch hier (1980)
- Dann kam Angelika (1981)
- Wenn du heute traurig bist (1983)
- Nein, ich weine nicht nochmal (1983)
- Ich liebe dich, Margareta (1984)
- Franz, fahr net nach San Francisco (mit dem Original Zangtaler Quintett, 1985)
- Du (1986)
- Der Dings do (mit dem Original Zangtaler Quintett, 1987)